# جورج إي. سكوت
جورج إي. سكوت (بالإنجليزية: George E. Scott)‏ هو سياسي أمريكي، ولد في 3 يوليو 1860، وتوفي في 9 نوفمبر 1915. حزبياً، نشط في الحزب الجمهوري. وقد انتخب عضو جمعية ولاية ويسكونسن وانتخب عضو مجلس ولاية ويسكونسن.